# 无产者报
《无产者报》（俄语：Пролетарий）是布尔什维克的秘密报纸。分为两个时期：第一个时期为在日内瓦出版，从1905年5月27日（俄历14日）到11月25日（俄历12日），共出26号。第二个时期前半部分在俄国境内出版，后半部分转至国外，从1906年9月3日（俄历8月21日）到1909年12月11日（俄历11月28日），共出50号。

## 概况

### 第一个时期的《无产者报》
这个时期的《无产者报》是根据俄国社会民主工党的第三次代表大会的相关决定创办的，它是当时俄国社会民主工党的中央机关报（周报）。根据1905年5月10日（俄历4月27日）党的中央全会的决定，列宁被任命为《无产者报》的责任编辑。在政治方针上，该报继续执行了《火星报》的路线，并保持同《前进报》的继承关系。发行期间，发表了90～100篇左右的列宁的文章和短评，并印发了俄国社会民主工党第三次代表大会的的材料。1905年11月初列宁回俄国后不久停刊，停刊前报纸的最后两号是沃罗夫斯基编辑的。总发行量达到了一万份。
| 《无产者报》编委会委员 | 《无产者报》编委会委员 | 《无产者报》编委会委员 |
| ---------------------- | ---------------------- | ---------------------- |
| 瓦·瓦·沃罗夫斯基       | 阿·瓦·卢那察尔斯基     | 米·斯·奥里明斯基       |

此外，参加编辑工作的还有：
- 娜·康·克鲁普斯卡娅
- 维·米·韦利奇金娜
- 维·阿·卡尔宾斯基
- 尼·费·纳西莫维奇
- 伊·阿·泰奥多罗维奇
- 莉·亚·福季耶娃
- 其他成员

为编辑部收集地方通讯的是弗·德·邦契－布鲁耶维奇、谢·伊·古谢夫和安·伊·乌里扬诺娃－叶利扎罗娃。同时，克鲁普斯卡娅和福季耶娃负责编辑部同地方党组织和读者的通信联系。

### 第二个时期的《无产者报》
这个时期的《无产者报》由列宁主编，亚·亚·波格丹诺夫、约·彼·戈尔登贝格、约·费·杜勃洛文斯基等人在不同时期参与了编辑工作。
它的头二十号是在维堡排版送纸型到彼得堡印刷的，报纸上为了保密印刷的则是在莫斯科出版。由于秘密报刊出版困难，从第二十一号起移至国外出版。名义上作为俄国社会民主工党莫斯科委员会和彼得堡委员会的机关报出版，头二十号中有些号还作为莫斯科郊区委员会、彼尔姆委员会、库尔斯克委员会和喀山委员会的机关报出版。实际上是布尔什维克的中央机关报。出版期间，《无产者报》共发表了100多篇列宁的文章和短评。根据俄国社会民主工党中央委员会1910年一月全体会议的决议，该报最终停刊。
在斯托雷平担任首相时期，《无产者报》于保存和巩固布尔什维克组织方面起到了卓越的作用。

## 相关内容
- 日内瓦时期的第9号中刊登了列宁的《革命教导着人们》，表述了列宁在起义和革命政府两个问题上的主张：政治现实迫使新火星派根据第三次代表大会的决议来行动，去建立革命军队和成立临时革命政府。[5]
- 日内瓦时期的第12号中刊登了列宁的《抵制布里根杜马和起义》，要求“社会民主党应当参加第三届杜马选举，争取有代表进入这个反动机构，以便利用它来同沙皇政府和立宪民主党进行斗争”[6]。他在批评主张抵制的人时写道，马克思主义“要求革命家要善于思考，善于分析采用旧的斗争手段的条件，而不是简单地重复某些口号”。
- 俄国时期的第1号中刊登了列宁的《论抵制》，“作出了从抵制杜马的策略转向利用杜马讲坛揭露沙皇制度和资产阶级的必要性的结论”[7]。
- 列宁《党的组织与党的出版物》中，以《无产者报》（日内瓦时期）作为俄国专制制度戕害出版自由的论据。

### 总体资料出处
- . 北京: 人民出版社. 2012. ISBN 978-7-01-010650-2.

### 引用出处
1. ↑   第一卷 第三版. 人民出版社. 2012: 857.
2. 1 2   第一卷 第三版. 人民出版社. : 885.
3. 1 2   第一卷 第三版. 人民出版社. 2012: 857–858.
4. ↑  Vladimir Lenin, The Social-Democratic Election Campaign in St. Petersburg （页面存档备份，存于）, Prostiye Rechi, No. 2.
5. ↑  . www.marxists.org.   [2018-02-02]. （原始内容存档于2018-07-17）.
6. ↑  . www.marxists.org.   [2018-02-02]. （原始内容存档于2018-07-17）.
7. ↑  . www.marxists.org.   [2018-02-02]. （原始内容存档于2018-07-17）.